# Complesso della Virgo III
Il Complesso della Virgo III è un allineamento di gruppi di galassie disposti in un'area che copre un'estensione di circa 40 milioni di anni luce. I gruppi sono situati prospetticamente nella costellazione della Vergine ad una distanza mediamente compresa tra 65 e 85 milioni di anni luce dalla Terra.
Rappresenta l'estremità orientale del Superammasso della Vergine. Si collega ad un altro ammasso di galassie, i Gruppi della Virgo II, che a sua volta è in connessione con l'Ammasso della Vergine. È verosimile che l'azione gravitazionale di quest'ultimo sia responsabile della distribuzione allungata delle galassie del Complesso della Virgo III.
I principali gruppi di galassie che costituiscono l'ammasso sono: il Gruppo di NGC 5248, il Gruppo di NGC 5364, il Gruppo di NGC 5506, il Gruppo di NGC 5566, il Gruppo di NGC 5678, il Gruppo di NGC 5746, il Gruppo di NGC 5775, il Gruppo di NGC 5846, unitamente a svariate galassie sparse.

## Gruppi di galassie componenti il Complesso della Virgo III[1]
Di seguito sono elencati i principali gruppi di galassie che compongono l'ammasso.
| Nome Galassia | Tipo      | R.A (J2000)   | DEC (J2000)  | Redshift (z) | Distanza M a.l. | Immagine |
| ------------- | --------- | ------------- | ------------ | ------------ | --------------- | -------- |
| NGC 5248      | SAB(rs)bc | 13h 37m 32.0s | +08° 53′ 07″ | 0,003839     | 64              |          |
| UGC 8575      | Im        | 13h 35m 45.5s | +08° 58′ 09″ | 0,003879     | 65              |          |
| UGC 8614      | Im        | 13h 37m 26.2s | +07° 38′ 40″ | 0,003847     | 59              |          |

| Nome Galassia | Tipo     | R.A (J2000)   | DEC (J2000)  | Redshift (z) | Distanza M a.l. | Immagine |
| ------------- | -------- | ------------- | ------------ | ------------ | --------------- | -------- |
| NGC 5300      | SAB(r)c  | 13h 48m 16.0s | +03° 57′ 03″ | 0,003906     | 65              |          |
| NGC 5348      | SBbc     | 13h 54m 11.2s | +05° 13′ 39″ | 0,004840     | 77              |          |
| NGC 5356      | SABbc    | 13h 54m 58.4s | +05° 20′ 01″ | 0,004583     | 73              |          |
| NGC 5360      | I0       | 13h 55m 38.7s | +04° 59′ 06″ | 0,003906     | 64              |          |
| NGC 5363      | I0       | 13h 56m 07.2s | +05° 15′ 17″ | 0,003799     | 63              |          |
| NGC 5364      | SA(rs)bc | 13h 56m 12.0s | +05° 00′ 52″ | 0,004140     | 67              |          |

| Nome Galassia | Tipo      | R.A (J2000)   | DEC (J2000)  | Redshift (z) | Distanza M a.l. | Immagine |
| ------------- | --------- | ------------- | ------------ | ------------ | --------------- | -------- |
| NGC 5496      | SBcd      | 14h 11m 37.8s | -01° 09′ 33″ | 0,006140     | 80              |          |
| NGC 5506      | Sa        | 14h 13m 14.9s | -03° 12′ 27″ | 0,006181     | 94              |          |
| NGC 5507      | SAB(r)0^0 | 14h 13m 19.8s | -03° 08′ 56″ | 0,006174     | 94              |          |
| IC 976        | S0^0      | 14h 08m 43.3s | -01° 09′ 42″ | 0,005087     | 80              |          |
| UGC 9057      | SB(rs)d   | 14h 10m 12.9s | -02° 34′ 33″ | 0,005190     | 81              |          |

| Nome Galassia | Tipo      | R.A (J2000)   | DEC (J2000)  | Redshift (z) | Distanza M a.l. | Immagine |
| ------------- | --------- | ------------- | ------------ | ------------ | --------------- | -------- |
| NGC 5560      | SB(s)b    | 14h 20m 04.5s | +03° 59′ 33″ | 0,005767     | 88              |          |
| NGC 5566      | SB(r)ab   | 14h 20m 19.9s | +03° 56′ 01″ | 0,005027     | 78              |          |
| NGC 5569      | SAB(rs)cd | 14h 20m 32.1s | +03° 59′ 00″ | 0,005939     | 90              |          |
| NGC 5574      | SB0-      | 14h 20m 56.0s | +03° 14′ 17″ | 0,005300     | 82              |          |
| NGC 5576      | E3        | 14h 21m 03.7s | +03° 16′ 16″ | 0,005023     | 78              |          |
| NGC 5577      | SA(rs)bc  | 14h 21m 13.1s | +03° 26′ 09″ | 0,004967     | 77              |          |
| UGC 9215      | SB(s)d    | 14h 23m 27.1s | +01° 43′ 35″ | 0,004660     | 73              |          |

| Nome Galassia | Tipo     | R.A (J2000)   | DEC (J2000)  | Redshift (z) | Distanza M a.l. | Immagine |
| ------------- | -------- | ------------- | ------------ | ------------ | --------------- | -------- |
| NGC 5636      | SAB(r)0+ | 14h 29m 39.0s | +03° 15′ 59″ | 0,005821     | 88              |          |
| NGC 5638      | E1       | 14h 29m 40.4s | +03° 14′ 00″ | 0,005591     | 85              |          |
| NGC 5668      | SA(s)d   | 14h 33m 24.3s | +04° 27′ 02″ | 0,005260     | 80              |          |
| IC 1024       | S0       | 14h 31m 27.2s | +03° 00′ 33″ | 0,004933     | 76              |          |
| UGC 9310      | SBdm     | 14h 30m 01.1s | +03° 13′ 14″ | 0,006158     | 93              |          |
| UGC 9380      | Im       | 14h 34m 39.2s | +04° 15′ 46″ | 0,005647     | 86              |          |

| Nome Galassia | Tipo      | R.A (J2000)   | DEC (J2000)  | Redshift (z) | Distanza M a.l. | Immagine |
| ------------- | --------- | ------------- | ------------ | ------------ | --------------- | -------- |
| NGC 5658      | SAab      | 14h 31m 55.3s | -00° 22′ 02″ | 0,005580     | 78              |          |
| NGC 5690      | Sc        | 14h 37m 41.1s | +02° 17′ 27″ | 0,005847     | 88              |          |
| NGC 5691      | SAB(s)a   | 14h 37m 53.3s | -00° 23′ 56″ | 0,006238     | 93              |          |
| NGC 5692      | S         | 14h 38m 18.1s | +03° 24′ 37″ | 0,005207     | 80              |          |
| NGC 5705      | SB(rs)d   | 14h 39m 49.7s | -00° 43′ 06″ | 0,005864     | 88              |          |
| NGC 5713      | SAB(rs)bc | 14h 40m 11.5s | -00° 17′ 20″ | 0,006334     | 95              |          |
| NGC 5719      | SAB(s)ab  | 14h 40m 56.3s | -00° 19′ 06″ | 0,005781     | 87              |          |
| NGC 5725      | SB(s)d    | 14h 40m 58.3s | +02° 11′ 12″ | 0,005427     | 82              |          |
| NGC 5740      | SAB(rs)b  | 14h 44m 24.4s | +01° 40′ 47″ | 0,005243     | 80              |          |
| NGC 5746      | SAB(rs)b  | 14h 44m 45.9s | +01° 57′ 18″ | 0,005751     | 86              |          |
| NGC 5750      | SB(r)0/a  | 14h 46m 11.1s | -00° 13′ 23″ | 0,005627     | 85              |          |
| UGC 9299      | SAB(s)d   | 14h 29m 34.6s | -00° 01′ 06″ | 0,005134     | 79              |          |
| UGC 9469      | IAB(s)m   | 14h 41m 44.4s | -01° 48′ 25″ | 0,006124     | 92              |          |
| UGC 9482      | Sd(f)     | 14h 42m 46.0s | +00° 39′ 42″ | 0,006114     | 91              |          |

| Nome Galassia | Tipo     | R.A (J2000)   | DEC (J2000)  | Redshift (z) | Distanza M a.l. | Immagine |
| ------------- | -------- | ------------- | ------------ | ------------ | --------------- | -------- |
| NGC 5770      | SB0      | 14h 53m 15.0s | +03° 57′ 35″ | 0,004907     | 75              |          |
| NGC 5774      | SAB(rs)d | 14h 53m 42.4s | +03° 34′ 57″ | 0,005187     | 78              |          |
| NGC 5775      | Sb(f)    | 14h 53m 57.6s | +03° 32′ 40″ | 0,005607     | 84              |          |
| IC 1066       | Sab      | 14h 53m 02.8s | +03° 17′ 46″ | 0,005260     | 79              |          |
| IC 1067       | SB(s)b   | 14h 53m 05.2s | +03° 19′ 54″ | 0,005260     | 79              |          |

| Nome Galassia | Tipo     | R.A (J2000)   | DEC (J2000)  | Redshift (z) | Distanza M a.l. | Immagine |
| ------------- | -------- | ------------- | ------------ | ------------ | --------------- | -------- |
| NGC 5813      | E1-2     | 15h 01m 11.2s | +01° 42′ 07″ | 0,006525     | 96              |          |
| NGC 5831      | E3       | 15h 04m 07.9s | +01° 13′ 12″ | 0,005524     | 82              |          |
| NGC 5846      | E0-1     | 15h 06m 29.3s | +01° 36′ 20″ | 0,005711     | 85              |          |
| NGC 5846A     | cE2-3    | 15h 06m 29.2s | +01° 35′ 42″ | 0,007342     | 106             |          |
| NGC 5854      | SB0^+(s) | 15h 07m 47.7s | +02° 34′ 07″ | 0,005547     | 82              |          |
| NGC 5864      | SB0^0(s) | 15h 09m 33.5s | +03° 03′ 10″ | 0,006288     | 92              |          |
| NGC 5869      | S0^0     | 15h 09m 49.4s | +00° 28′ 12″ | 0,006955     | 101             |          |
| UGC 9746      | Sbc      | 15h 10m 16.5s | +01° 56′ 03″ | 0,005787     | 85              |          |
| UGC 9751      | Scd      | 15h 10m 58.5s | +01° 26′ 15″ | 0,005250     | 78              |          |
| UGC 9760      | Sd       | 15h 12m 02.4s | +01° 41′ 55″ | 0,006748     | 98              |          |

| Nome Galassia | Tipo         | R.A (J2000)   | DEC (J2000)  | Redshift (z) | Distanza M a.l. | Immagine |
| ------------- | ------------ | ------------- | ------------ | ------------ | --------------- | -------- |
| NGC 5334      | SB(rs)c:     | 13h 52m 54.4s | -01° 06′ 53″ | 0,004623     | 74              |          |
| NGC 5470      | Sb           | 14h 06m 32.9s | +06° 01′ 47″ | 0,003422     | 57              |          |
| NGC 5584      | SAB(rs)cd    | 14h 22m 23.8s | -00° 23′ 16″ | 0,005464     | 84              |          |
| NGC 5645      | SB(s)d       | 14h 30m 39.3s | +07° 16′ 30″ | 0,004570     | 71              |          |
| NGC 5669      | SAB(rs)cd    | 14h 32m 43.5s | +09° 53′ 26″ | 0,004563     | 71              |          |
| NGC 5701      | (R)SB(rs)0/a | 14h 39m 11.1s | +05° 21′ 49″ | 0,005020     | 77              |          |
| NGC 5792      | SB(rs)b      | 14h 58m 22.7s | -01° 05′ 28″ | 0,006411     | 94              |          |
| NGC 5806      | SAB(s)b      | 15h 00m 00.4s | +01° 53′ 29″ | 0,004533     | 69              |          |
| NGC 5838      | SA0-         | 15h 05m 26.2s | +02° 05′ 58″ | 0,004473     | 68              |          |
| NGC 5921      | SB(r)bc      | 15h 21m 56.5s | +05° 04′ 14″ | 0,004937     | 73              |          |
| IC 1014       | Sdm          | 14h 28m 18.4s | +13° 46′ 49″ | 0,004290     | 67              |          |
| UGC 9169      | Im           | 14h 19m 44.6s | +09° 21′ 44″ | 0,004242     | 67              |          |
| UGC 9500      | Sm           | 14h 45m 21.5s | +07° 51′ 46″ | 0,005637     | 85              |          |